# Astraea Nunatak
Astraea Nunatak är en nunatak i Antarktis. Den ligger i Västantarktis. Argentina, Chile och Storbritannien gör anspråk på området. Toppen på Astraea Nunatak är 500 meter över havet.
Terrängen runt Astraea Nunatak är varierad. Trakten är obefolkad. Det finns inga samhällen i närheten.